# 慶應義塾大学大学院法学研究科・法学部
慶應義塾大学法学部（けいおうぎじゅくだいがくほうがくぶ）は、慶應義塾大学が設置する法学部。慶應義塾大学大学院法学研究科（けいおうぎじゅくだいがくだいがくいんほうがくけんきゅうか）は、法学および政治学を研究する慶應義塾大学が設置する大学院法学研究科。

## 概説

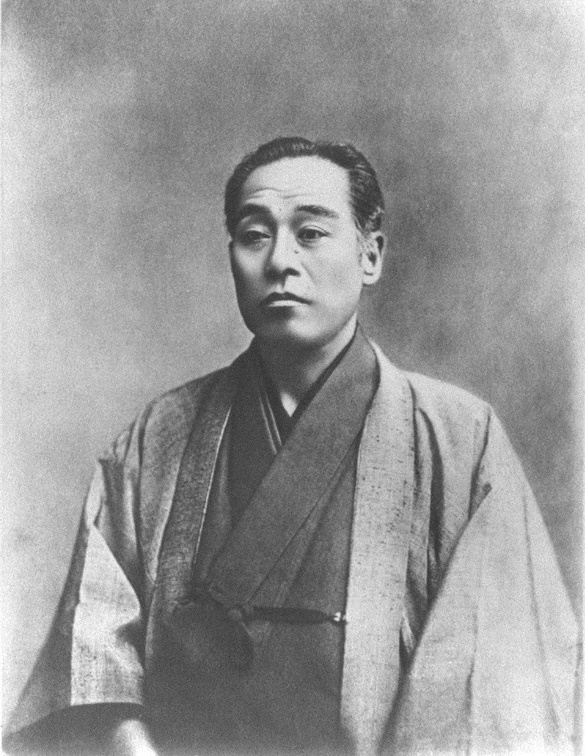
福澤諭吉

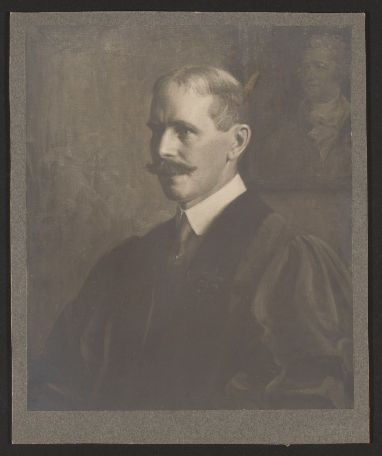
ウィグモア
（初代法律科主任教師）

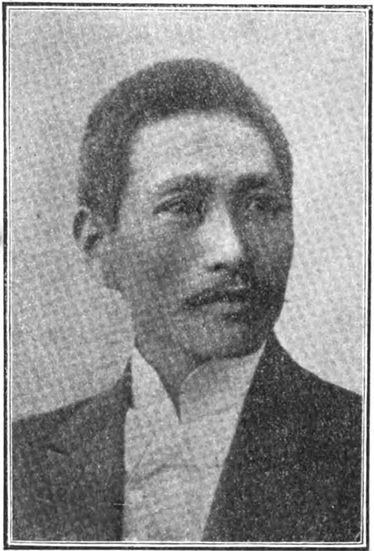
神戸寅次郎
（大学令による初代法学部長）

慶應義塾大学法学部は、1890年に慶應義塾に設置された慶應義塾大学部の法律科を起源とする。1898年には政治科が増設。1920年に大学令により大学へと昇格、法律科及び政治科が法学部に改組され、慶應義塾大学法学部が成立した。1947年、法学部などの通信教育課程の実施を決定。1949年、新制大学となり慶応法学部は法律学科と政治学科の2学科体制となる。2004年、法科大学院の制度により法務研究科を設置。
慶応法学部法律学科では、司法・行政・ビジネスの現場で、日常の生活の中の社会現象を法律的にとらえる能力（＝リーガルマインド）を持った人材を育てることを目標にする。大学1年・2年では、憲法、民法、刑法、法制史、などをしっかり学び、大学3年・4年では、会社法、民事訴訟法、刑事訴訟法、行政法、労働法、国際法、知的財産法、租税法、破産法、などを深く学んでいく。
慶応法学部政治学科では、国会、地方議会、外交、行政、国際機関、民間企業やＮＧＯなど、政治・行政の世界、ビジネスの世界、国際社会などで幅広く活躍するジェネラリストの人材を育てることを目標にする。
大学1年・2年では、政治学基礎、日本政治基礎、国際政治基礎、政治文化論、行政学、アフリカ現代史、西洋外交史、などを学び、大学3年・4年では、政治哲学、現代政治理論、地方自治論、現代日本政治論、現代中国論、現代ラテンアメリカ論、比較地域研究論、安全保障論、国際政治経済論、アメリカ政治、ロシア政治、移民・難民研究、ジャーナリズム論、マス・コミュニケーション論、公共経済学、財政論、などを深く学んでいく。
慶応法学部の法律学科と政治学科には「共通科目」があり、外国語科目、社会科学、人文科学、自然科学、数学・統計・情報処理、の5分野の授業が用意されている。
学生が大学1年・2年で人文科学や自然科学の領域を学習し、大学3年・4年で、「人文科学研究会」、「自然科学研究会」に属して、４年間を体系的に学習して一定の成果を残した場合、慶応法学部はそれを「副専攻」として認定し、卒業時に「法学部副専攻認定証」を授与する制度がある。
外国語科目は、英語、ドイツ語、フランス語、中国語、朝鮮語、スペイン語、ロシア語、アラビア語、から2言語を選択履修できる。

## 沿革
- 1858年 - 福澤諭吉が江戸中津藩中屋敷内に蘭学塾を設置。
- 1868年 - 慶應義塾が発足。
- 1871年 - 本拠地を三田に移転。
- 1873年 - 児玉淳一郎により英米法の臨時講義が行われる[2]。
- 1879年 - 夜間法律科を設置[注 1]。
- 1890年 - 大学部が発足し、文学・理財・法律の三科を設置。ジョン・ヘンリー・ウィグモアが主任教師に就任。
- 1893年 - 司法省指定学校となり、法律科修了者に判事検事登用試験の受験資格が与えられる。日本法律科を新設。
- 1898年 - 政治科を新設。
- 1899年 - 日本法律科を廃止。
- 1904年 - 専門学校令により大学部の学科課程を改正、文学科・理財科・法律科・政治科の四科に分かれる。
- 1910年 - 大学部各科に主任制度を設ける[3]。
- 1917年 - 大学部各科主任を学長と改称する[4]。
- 1920年 - 大学令による旧制大学となり、文学部・経済学部・法学部（法律学科・政治学科）・医学部の4学部と予科・大学院を付設。各学部に学部長を置く。
- 1921年 - 法学研究会結成[5]。
- 1922年 - 『法学研究』創刊[6]。
- 1934年 - 予科が日吉校舎に移転。
- 1937年 - 三田第一校舎竣工。
- 1945年 - 米軍により日吉校舎を接収される。予科1年生が登戸仮校舎に移転。
- 1946年 - 予科2、3年生が三ノ橋仮校舎に移転。
- 1947年 - 法学部などの通信教育課程の設置を決定。
- 1949年 - 学制改革により新制大学となる。日吉校舎返還。
- 1950年 - 法学部などの通信教育課程が認可される。旧制大学の繰り上げ卒業式を挙行[7]。
- 1951年 - 新制大学院修士課程を設置。
- 1953年 - 新制大学院博士課程を設置。
- 1958年 - 慶應義塾創立100周年。
- 1990年 - 法学部設置100周年。
- 2004年 - 法務研究科を設置。
- 2008年 - 慶應義塾創立150周年。

## キャンパス

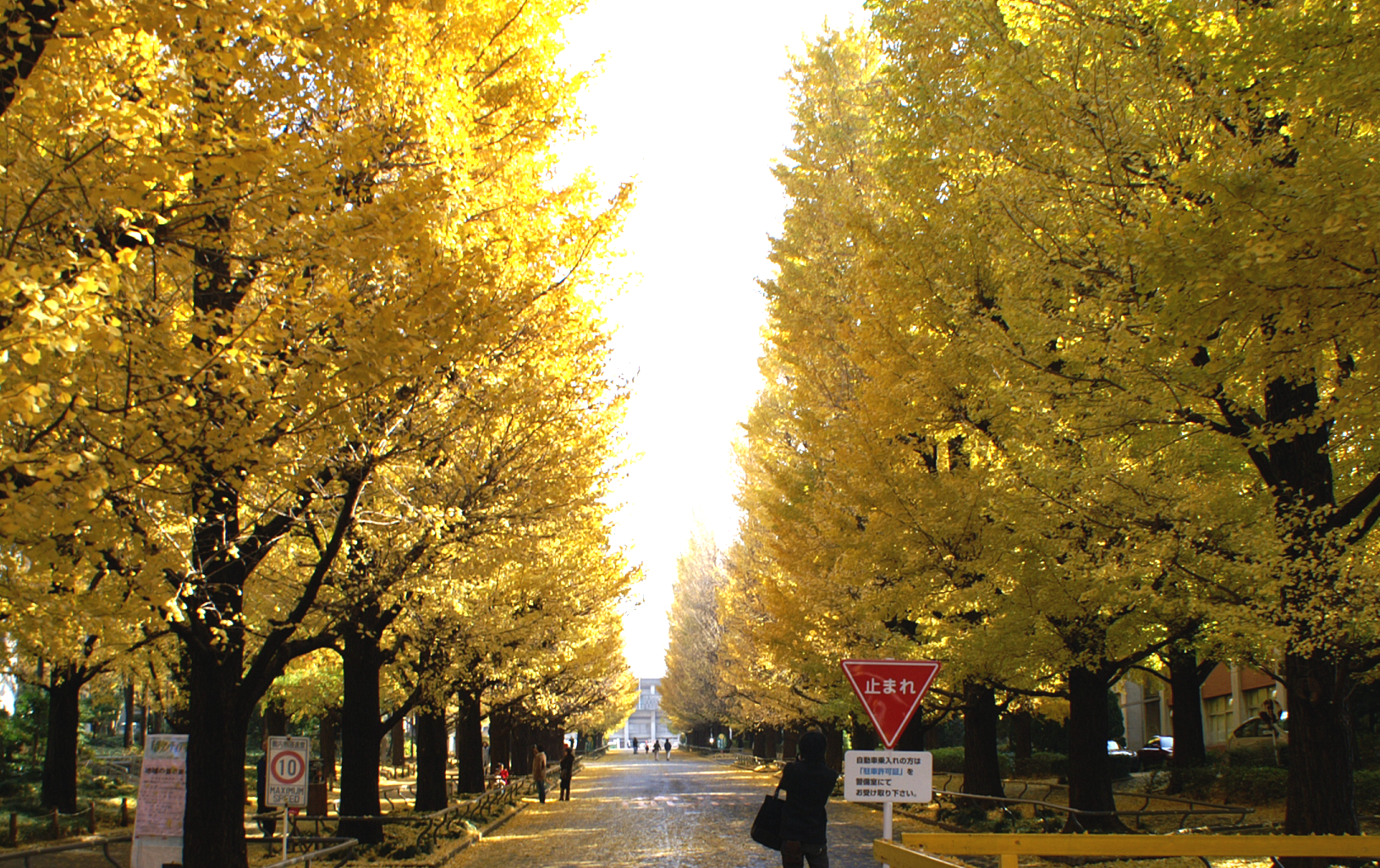
日吉キャンパス
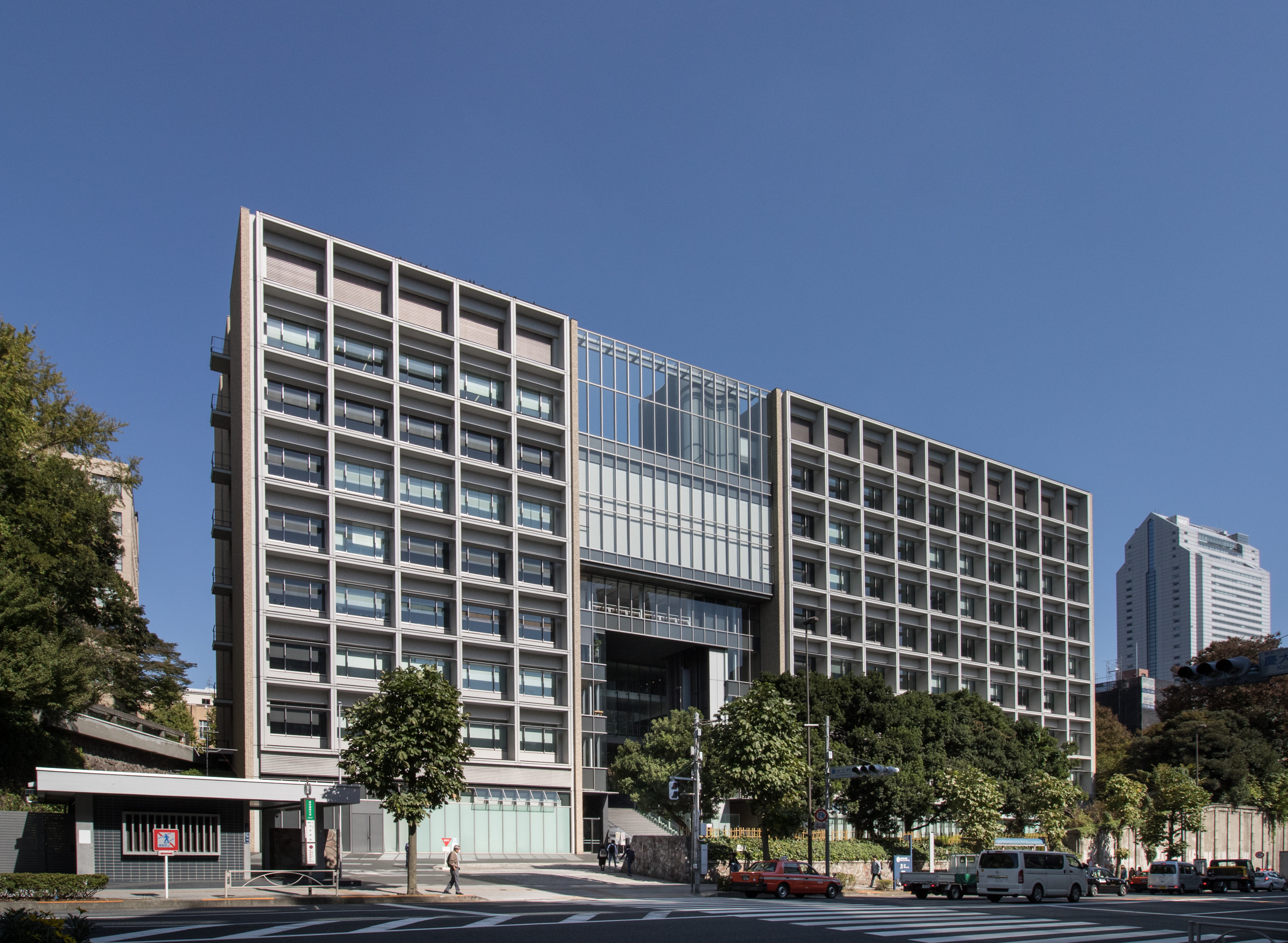
三田キャンパス

- 学部1・2年次 - 日吉キャンパス（神奈川県横浜市港北区）
- 学部3・4年次 - 三田キャンパス（東京都港区）

## 学部
通学課程
- 法律学科[8]
  - 入学定員600人・収容定員2400人[8]
- 政治学科[8]
  - 入学定員600人・収容定員2400人[8]
    - 政治思想研究
    - 政治・社会研究
    - 日本政治研究
    - 地域・比較政治研究
    - 国際政治研究

通信課程
- 法律学（甲類）
- 政治学（乙類）

## 大学院
- 民事法学専攻
- 公法学専攻
- 政治学専攻
  - 専修を除く
  - 公共政策専修コース
  - ジャーナリズム専修コース

## 著名な出身者
政官界
- 石破茂 - 衆議院議員、内閣総理大臣、法律学科卒
- 石崎徹 - 財務官僚、衆議院議員、政治学科卒
- 加藤鮎子 - 衆議院議員、内閣府特命担当大臣（こども政策）
- 金子容三 - 衆議院議員[9]、法律学科卒
- 河井克行 - 法務大臣、衆議院議員、政治学科卒
- 倉田敬子 - 国立国会図書館長、元慶應義塾大学教授、政治学科卒

経済
- 豊田章男 - トヨタ自動車代表取締役社長、日本自動車工業会会長、法律学科卒
- 玉塚元一 - 実業家、ロッテホールディングス代表取締役社長、政治学科卒

法曹
- 八代英輝 - 弁護士、コメンテーター、法律学科卒
- 萩谷麻衣子 - 弁護士、コメンテーター、法律学科卒
- 倉持麟太郎 - 弁護士、法律学科卒

放送
- 別所哲也 - ラジオパーソナリティー、タレント、法律学科卒
- 秀島史香 - ラジオパーソナリティー、政治学科卒
- 與芝由三栄 - 元NHKアナウンサー
- 竹内由恵 - 元テレビ朝日アナウンサー、フリーアナウンサー、政治学科卒
- 弘中綾香 - テレビ朝日アナウンサー、政治学科卒
- 大下容子 - テレビ朝日アナウンサー、法律学科卒
- 平井理央 - 元フジテレビアナウンサー、フリーアナウンサー、法律学科卒
- 赤荻歩 - TBSアナウンサー、政治学科卒
- 荒木優里 - フリーアナウンサー、法律学科卒
- 徳島えりか - 日本テレビアナウンサー、政治学科卒
- ゆかな - 声優、歌手、通信教育課程中退

マスコミ
- 望月衣塑子 - 日本のジャーナリスト、中日新聞社記者、政治学科卒

芸能
- 岩田剛典 - 三代目 J SOUL BROTHERS from EXILE TRIBE及びEXILEのメンバー、俳優、政治学科卒
- ミッツ・マングローブ - タレント、女装家、ナレーター、政治学科卒
- 松井 ケムリ - お笑い芸人（令和ロマン）、法律学科卒
- 水川かたまり - お笑い芸人（空気階段 ）、政治学科中退
- トラウデン直美 - モデル、タレント、キャスター、政治学科卒